# 땅만빌리지
《땅만빌리지》는 KBS 2TV와 디스커버리 채널 코리아에서 2020년 11월 3일부터 2021년 2월 4일까지 방송된 텔레비전 프로그램이며 원래 화요일 밤 9시 30분에 편성됐으나 KBS가 《암행어사》를 통해 월화 미니시리즈를 재편성함에 따라 2021년 1월 7일부터 목요일 밤 10시 40분으로 옮겨갔는데 《박원숙의 같이 삽시다》 시즌 2 자리였던 수요일 밤 10시 40분 이동설이 있었지만 고정 멤버 중의 한 명이었던 김구라가 수요일 10시 20분에 방송 중인 MBC 《라디오스타》공동 MC로 활동 중이어서 좌절됐다.

## 방송 시간
| 방송 채널 | 방송 기간                          | 방송 시간                                 | 비고       |
| --------- | ---------------------------------- | ----------------------------------------- | ---------- |
| KBS 2TV   | 2020년 11월 3일 ~ 2020년 12월 15일 | 1부 : 매주 화요일 밤 9:30 ~ 10:10 (50분)  | 1회 ~ 7회  |
| KBS 2TV   | 2020년 11월 3일 ~ 2020년 12월 15일 | 2부 : 매주 화요일 밤 10:10 ~ 10:40 (30분) | 1회 ~ 7회  |
| KBS 2TV   | 2021년 1월 7일 ~ 2021년 2월 4일    | 1부 : 매주 목요일 밤 10:40 ~ 11:15 (35분) | 8회 ~ 12회 |
| KBS 2TV   | 2021년 1월 7일 ~ 2021년 2월 4일    | 2부 : 매주 목요일 밤 11:15 ~ 11:50 (35분) | 8회 ~ 12회 |

## 출연자

### 현재 출연자
| 출연진 및 패널                                     | 방송 기간                        | 방송 회차 |
| -------------------------------------------------- | -------------------------------- | --------- |
| 김병만, 김구라, 이기우, 그리, 윤두준, 효정, 유인영 | 2020년 11월 3일 ~ 2021년 2월 4일 | 1 ~ 12회  |

출연자 간의 캐미스트리가 좋았는데 특히 효정이 분위기 메이커 역할을 톡톡히 했다. 그런데 시청자 층의 분석을 해서 니즈에 맞는 출연진을 꾸려야할 필요성도 느꼈다.
어떤 나이대이든 나쁘지 않은 출연진을 구성하려 했으나 정작 스윗스폿은 때리지 못한 느낌이 들었다.
프로그램의 성격이 힐링물에 가까워서 이것을 보고 시청자들이 편안한 마음을 갖게 하려 한 의도가 보였는데 막상 출연진은 중구난방인 느낌?
콘셉을 잡았으면 그 길로 달려야 하는데 이것저것 잡으려다 흥미도가 분산된 느낌이 들었다.
1회부터 12회까지 모두 다 본뒤에 기억나는 캐릭터는 무엇이든 잘만드는 병만과 잘먹는 유인영, 톡톡 튀는 효정 정도이고 나머지 출연진은 스스로 힐링하려고 온 느낌이 강하다.

집짓는 부분에서부터 출연진의 참여가 있었으면 더 재밌었을 것 같다. 출연진들이 서로 도와가며 한채 한채 지어가는 모습이 재미있지 않았을까?
김병만 혼자 고생하는 것보다 말이다. 이는 정글의 법칙에서 나머지 출연진은 놀고 병만 혼자 집을 짓는 다고 생각하면 흥미도가 떨어지는것과 비슷하게 느껴진다.

## 시청률

### 2020년
| 회차 | 방송 일자 | 닐슨 전국 시청률 |
| ---- | --------- | ---------------- |
| 1회  | 11월 3일  | 4.0%             |
| 1회  | 11월 3일  | 4.1%             |
| 2회  | 11월 10일 | 2.8%             |
| 2회  | 11월 10일 | 2.9%             |
| 3회  | 11월 17일 | 4.1%             |
| 3회  | 11월 17일 | 3.7%             |
| 4회  | 11월 24일 | 1.9%             |
| 4회  | 11월 24일 | 1.4%             |
| 5회  | 12월 1일  | 2.9%             |
| 5회  | 12월 1일  | 3.2%             |
| 6회  | 12월 8일  | 3.0%             |
| 6회  | 12월 8일  | 2.5%             |
| 7회  | 12월 15일 | 2.9%             |
| 7회  | 12월 15일 | 2.3%             |

### 2021년
| 회차 | 방송 일자 | 닐슨 전국 시청률 |
| ---- | --------- | ---------------- |
| 8회  | 1월 7일   | 1.3%             |
| 8회  | 1월 7일   | 1.0%             |
| 9회  | 1월 14일  | 1.5%             |
| 9회  | 1월 14일  | 1.5%             |
| 10회 | 1월 21일  | 1.1%             |
| 10회 | 1월 21일  | 0.8%             |
| 11회 | 1월 28일  | 1.2%             |
| 11회 | 1월 28일  | 1.1%             |
| 12회 | 2월 4일   | 0.9%             |
| 12회 | 2월 4일   | 0.9%             |

화요일 방송이 목요일로 변경되고 시간이 프라임타임인 9시 30분에서 10시 40분으로 밀리면서 시청률이 떨어지는 계기가 되었다.

## 결방 및 편성 변경

### 2020년
- 11월 10일 : KBS 스포츠 2020년 KBO 리그 플레이오프 2차전 두산 베어스 VS kt 위즈 중계방송으로 인한 지연 방송.
- 11월 24일 : KBS 스포츠 2020년 KBO 리그 한국시리즈 6차전 두산 베어스 VS NC 다이노스 중계방송으로 인한 지연 방송.
- 12월 24일 : 2020 연예대상 편성으로 인한 결방.
- 12월 31일 : 2020 연기대상 편성으로 인한 결방.